# Malý Krtíš
Malý Krtíš este o comună slovacă, aflată în districtul Veľký Krtíš din regiunea Banská Bystrica. Localitatea se află la altitudinea de 173 m deasupra n.m., se întinde pe o suprafață de 5,4 km2 și în 2017 număra 528 de locuitori.

## Istoric
Localitatea Malý Krtíš este atestată documentar din 1482.

## Demografie
| An:                | 1994 | 2004   | 2014    | 2024    |
| ------------------ | ---- | ------ | ------- | ------- |
| Număr de persoane: | 432  | 446    | 532     | 465     |
| Diferență:         |      | +3,24% | +19,28% | −12,59% |

| An:                | 2023 | 2024   |
| ------------------ | ---- | ------ |
| Număr de persoane: | 468  | 465    |
| Diferență:         |      | −0,64% |